# Plotnikowa (Fluss)
Die Plotnikowa (russisch Плотникова) ist ein 134 Kilometer langer linker Nebenfluss der Bolschaja, die oberhalb der Einmündung Bystraja heißt, im Süden der Kamtschatka-Halbinsel im Fernen Osten Russlands.

## Flusslauf
Die Plotnikowa verläuft in den Rajons Jelisowski und Ust-Bolscherezki. Ihren Ursprung bildet der 348 m hoch gelegene Natschikinskoje-See. Von dort fließt sie anfangs 25 Kilometer nach Nordwesten sowie im Anschluss 10 Kilometer nach Westen. Am Oberlauf liegen die Orte Natschiki, Sokotsch und Dalnii. Die Plotnikowa wendet sich auf den folgenden 50 Kilometern nach Südsüdwesten. Nördlich des Flusslaufs liegt die Siedlung Apatscha. Bei Flusskilometer 56 mündet die Bannaja, bei Flusskilometer 44 die Karymtschina (beide linksseitig) in den Fluss. Dieser fließt nun nach Westen, wobei er zahlreiche Mäander ausbildet und sich in mehrere Flussarme verzweigt. Schließlich trifft die Plotnikowa auf die Bolschaja, 58 Kilometer oberhalb deren Mündung an der Westküste von Kamtschatka in das Ochotskische Meer. 30 Kilometer oberhalb der Mündung der Plotnikowa liegt der stillgelegte Militärflugplatz Lenino nördlich des Flusslaufs. Die Plotnikowa entwässert ein Areal von 4450 Quadratkilometern.

## Fischfauna
Im Fluss kommen verschiedene Arten der Pazifischen Lachse (Oncorhynchus) vor, die den Fluss zu ihren Laichplätzen hinaufwandern. Zu diesen gehören der Königslachs, der Rotlachs, der Ketalachs, der Buckellachs, der Silberlachs und die Stahlkopfforelle. Außerdem kommt in der Plotnikowa der Japan-Saibling sowie die Äschen-Art Thymallus pallasii vor.